# Pat Garrett
Patrick Floyd (Pat) Garrett (Chambers County, Alabama, 5 juni 1850 – bij Las Cruces, New Mexico, 29 februari 1908) was de sheriff die in 1881 de beruchte Amerikaanse misdadiger Billy the Kid doodschoot.

## Levensloop

### Jaren als sheriff
Garrett, opgegroeid in Louisiana, werkte aanvankelijk als cowboy en bizonjager in Texas voordat hij naar New Mexico verhuisde. Daar bracht hij het in 1880 tot sheriff. Nog datzelfde jaar lukte het hem William McCarty alias Billy the Kid aan te houden en twee van zijn maten te doden. De krant New Mexican noemde hem een held. Billy the Kid werd veroordeeld tot de strop maar ontsnapte uit de gevangenis in Lincoln waar naartoe hij was overgebracht. Garrett wist hem echter binnen drie maanden weer op te sporen in een huis in Fort Sumner honderdvijftig kilometer verderop. Daar schoot hij Billy the Kid onder nooit geheel opgehelderde omstandigheden dood. Het kwam Garrett deze keer op kritiek te staan; een uitgeloofde beloning van 500 dollar zou nooit aan hem zijn uitgekeerd en hij verloor zijn herverkiezing tot sheriff. Met Ash Upson als ghostwriter publiceerde hij in 1882 zijn versie van het verhaal:'The Authentic Life of Billy the Kid'. Met dat boek schiep hij de mythe die nog altijd voortleeft, en ook zijn boek wordt nog steeds herdrukt.
Garrett verloor de verkiezing van de senator voor New Mexico in 1884. In 1890 probeerde hij het opnieuw door zich kandidaat te stellen voor de post van sheriff van Chaves County. Hij verloor de verkiezingsstrijd. Het jaar daarop vertrok hij naar Uvalde in Texas, waar hij paarden fokte met John Nance Garner, de latere vice-president van de Verenigde Staten. Maar hij werd teruggehaald naar New Mexico door de gouverneur van die staat William Thornton, die iemand zocht om de verdwijning van de mogelijk vermoorde kolonel Albert Fountain op te lossen en zich Garretts succesvolle jacht op Billy the Kid nog herinnerde. Thornton hielp Garrett in het zadel als sheriff van Las Cruces, de plaats waar Fountain in 1896 verdwenen was (zijn lichaam werd nooit gevonden). Garrett wist twee verdachten op te sporen, maar die zouden later worden vrijgesproken wegens gebrek aan bewijs. Nog tweemaal werd hij verkozen voor een nieuwe termijn als sheriff van Las Cruces.

### Benoeming door Roosevelt
In 1901 benoemde de pasgekozen president Theodore Roosevelt Garrett tot ontvanger der belastingen in El Paso, Texas. Daar raakte Garrett bevriend met een barman-gokker van slechte reputatie, Tom Powers, die hij zelfs uitnodigde mee te gaan naar een reünie van Roosevelts vroegere regiment, wat de president in verlegenheid bracht. Nadat Garrett bovendien Powers had meegenomen naar Washington voor zijn herbenoeming als belastingambtenaar, weigerde Roosevelt hem opnieuw aan te stellen. Garretts poging om Roosevelt op andere gedachten te brengen door de hulp van een bevriend schrijver, Emerson Hough, in te roepen, liepen op niets uit. Garrett keerde daarop in 1906 terug naar Doña Ana County, waar hij sheriff van Las Cruces was geweest.

### Moord op Garrett

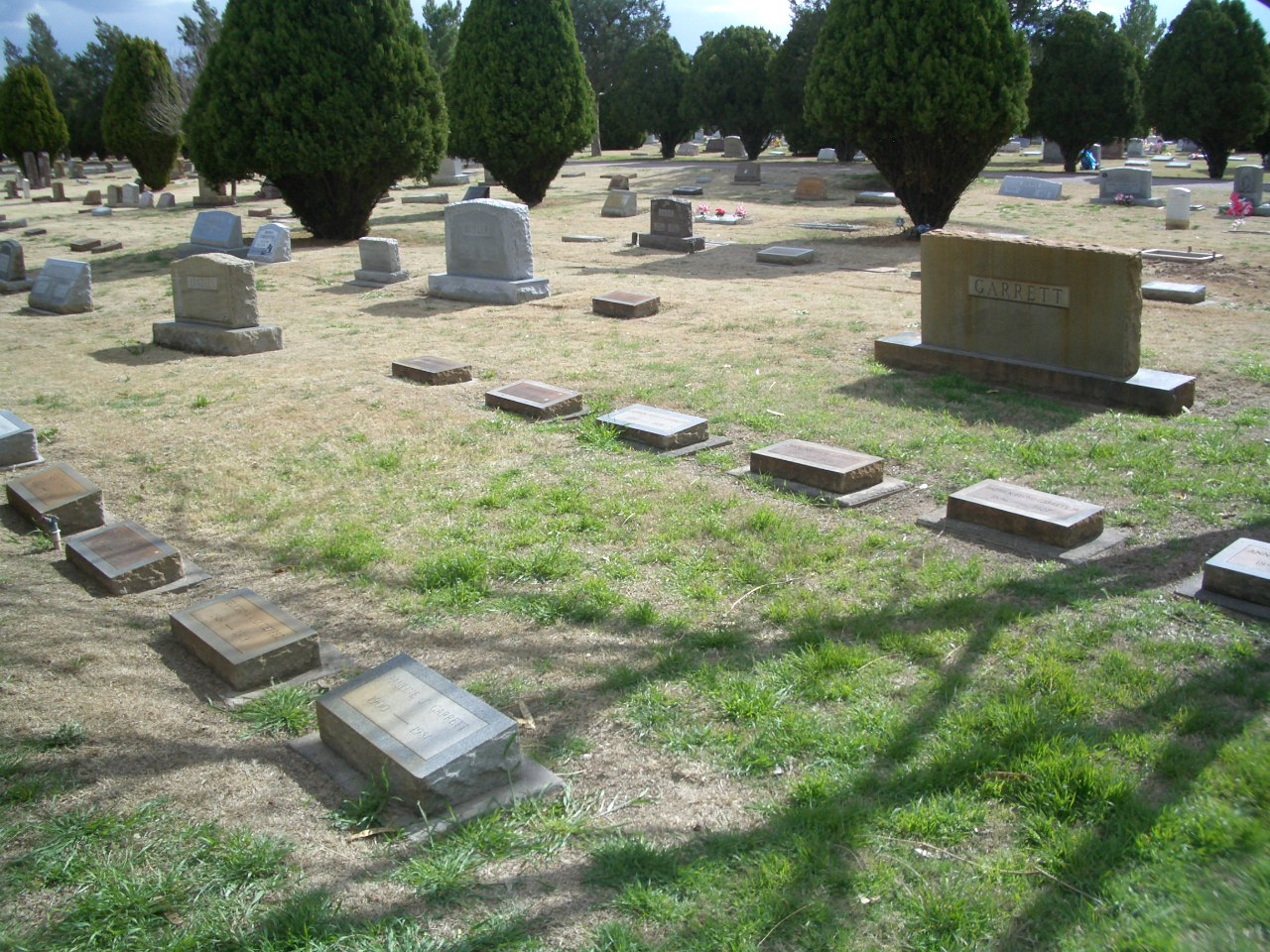
Masonic Cemetery in Las Cruces, waar de familie Garrett begraven ligt

Garrett trok zich terug op zijn ranch, samen met zijn gezin, maar zag zich door financiële problemen genoodzaakt de ranch te verkopen en probeerde de pachter van zijn land, Wayne Brazel, zover te krijgen dat hij instemde met beëindiging van de pachtovereenkomst, omdat de ranch met verpacht land moeilijk te verkopen was. Die weigerde echter, tenzij de koper bereid was ook de vele geiten te kopen die Brazel op het land hield. Begin 1908 vond Garrett toch een geïnteresseerde koper, de cowboy Carl Adamson. Toen de twee vanaf Garretts ranch met paard en wagen naar Las Cruces reden, kwamen zij Brazel tegen, die te paard was. Wat er daarna precies is gebeurd, is onbekend, maar vast staat dat Garrett tijdens de ontmoeting werd doodgeschoten. Brazel en Adamson reden daarop, met achterlating van Garretts lichaam, naar Las Cruces, waar zij de sheriff inlichtten over het voorval. Brazel bekende de schutter te zijn maar beweerde gehandeld te hebben uit zelfverdediging: Garrett zou zijn vuurwapen op hem gericht hebben. Adamson beaamde Brazels lezing. Brazel werd een jaar later door de jury vrijgesproken.
Er is gespeculeerd over de ware toedracht van de moord. Zo zou er sprake zijn geweest van een complot en zou Garrett om het leven zijn gebracht door de huurmoordenaar Jim Miller, een neef van Adamson. Volgens andere theorieën zou Brazels baas W.W. Cox of een ander de moordenaar zijn geweest.
Garrett ligt begraven in Las Cruces. In 2012 werd in zijn woonplaats Roswell een bronzen standbeeld van hem te paard opgericht.

## Portrettering in films
Pat Garrett komt voor als personage in vele films. Hij werd uitgebeeld door onder anderen:
- Wallace Beery in Billy the Kid (MGM, 1930)
- Wade Boteler in Billy the Kid Returns (1938)
- Thomas Mitchell in The Outlaw (United Artists, 1943)
- John Dehner in The Left Handed Gun (Warner Bros., 1957)
- Glenn Corbett in Chisum (Warner Bros., 1970)
- Rod Cameron in The Last Movie (Universal, 1971)
- James Coburn in Pat Garrett and Billy the Kid (MGM, 1973)
- Patrick Wayne in Young Guns (Fox, 1988)
- Duncan Regehr in Gore Vidal's Billy the Kid (HBO Films, 1989)
- William Petersen in Young Guns II (Fox, 1990)
- Bruce Greenwood in I'm Not There (2007)
- Christopher Marrone in Abraham Lincoln vs. Zombies (2012)
- Ethan Hawke in The Kid (2019)
- Alex Roe in Billy the Kid, seizoen 2 (MGM+ Original, 2022)[3]